# Charles-Auguste Salmon
Pour les articles homonymes, voir Salmon.
Charles-Auguste Salmon, né à Riche dans l'arrondissement de Château-Salins (actuel département de la Moselle) le 8 ventôse an XIII (27 février 1805), mort à Paris le 26 décembre 1892, est un magistrat et homme politique français.

## Biographie
Issu d'une famille de la bourgeoisie lorraine, Charles-Auguste Salmon suit à Paris des études de droit, sous la protection du comte de Serre, ministre de la justice et ancien condisciple de son père.

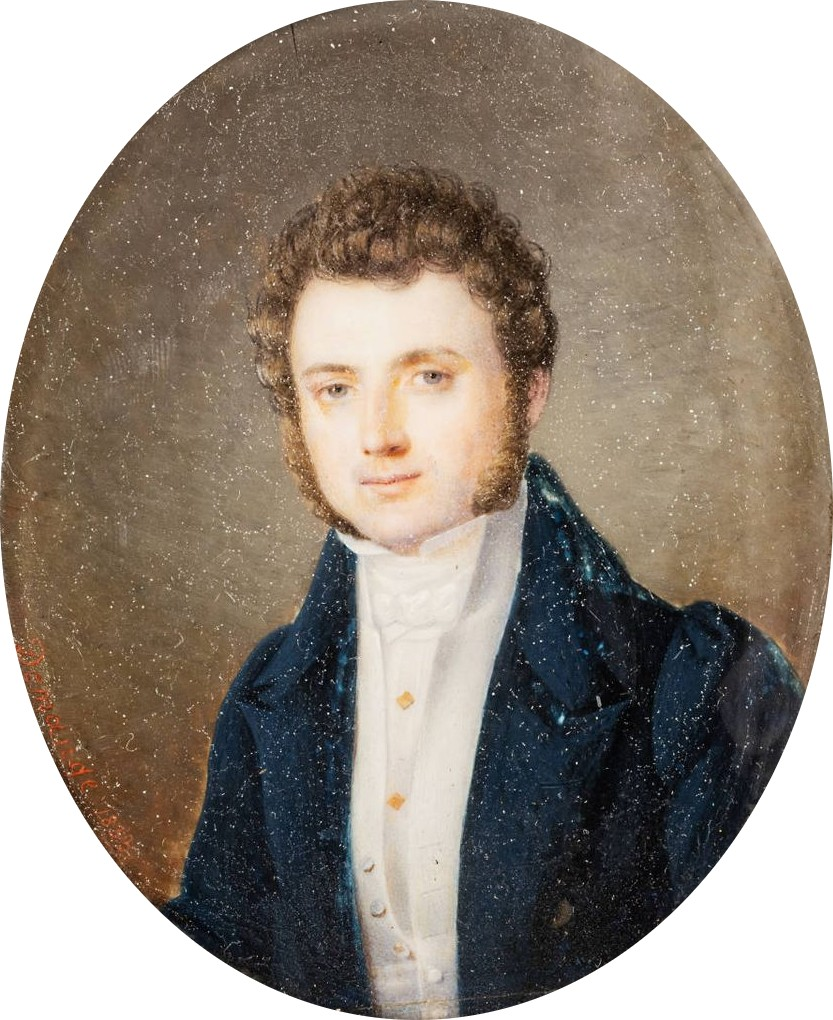
Charles-Auguste Salmon en 1833, miniature à la gouache de Pierre-Aimé Demange

Inscrit en 1830 au barreau de Vic-sur-Seille, il y devient substitut du procureur du roi. Après une nomination à cette même fonction à Épinal, il devient procureur du roi à Toul en 1838, puis à Saint-Mihiel en 1843. Il est conseiller d'arrondissement de Château-Salins en 1831 et est élu en 1848 député de la Meuse à l'Assemblée Constituante. Il y est secrétaire puis vice-président du Comité de l'Instruction publique durant l'année 1848 et siège à droite. Il quitte la magistrature pour rejoindre le barreau de Saint-Mihiel durant la même période. 
Réélu de 1849 à 1851 à l'Assemblée législative, il se rapproche du centre. Se consacrant particulièrement aux questions de l'enseignement, il prend part aux travaux de la Commission de réforme de l'instruction publique.
Lors du coup d'État du 2 décembre 1851, il est arrêté avec plusieurs de ses collègues et interné au donjon du château de Vincennes. 
Il reprend ensuite sa carrière dans la magistrature et est nommé en 1853 procureur impérial à Charleville, puis avocat général à la cour de Metz en 1855. 
Il est président de chambre lorsqu'éclate la guerre franco-prussienne de 1870 ; dans ces circonstances, il fait ouvrir une ambulance au Palais de Justice et organise à son domicile la dernière réunion des magistrats de la cour de Metz avant la chute devant l'armée allemande. 
Le 4 février 1871, il est enjoint au président Salmon par le « préfet de la Lorraine allemande », le général prussien  von Kammern, de quitter dans les trois jours le territoire du gouvernement général d'Alsace-Lorraine sous peine d'internement dans une forteresse.
Après avoir quitté Metz, il est chargé par le gouvernement français de défendre les intérêts de la magistrature et des officiers ministériels des territoires annexés par l'Allemagne lors des négociations du traité de paix à Bruxelles en 1871.
Nommé premier président de la cour de Douai en septembre 1871 et élu conseiller général de la Meuse pour le canton de Vigneulles-lès-Hattonchâtel, il devient immédiatement président de l'assemblée départementale.
Dès 1874, il est nommé conseiller à la Cour de Cassation. Il est élu sénateur conservateur de la Meuse en 1876.
Il est officier de la Légion d'honneur, président de l'Académie de Metz en 1859, correspondant de l'Institut (Académie des sciences morales et politiques). En 1862, il adhère à la Société d'archéologie et d'histoire de la Moselle. 
Lors du renouvellement sénatorial de 1879, Salmon échoue face aux deux candidats républicains dont le nouveau président du Conseil général. Il se représente en 1885 à une élection partielle puis à celle de 1886 sans toutefois reprendre son siège. Réélu conseiller général en 1877 et 1883, il ne se représente pas en 1889 laissant son fils, Paul Salmon-Legagneur, prendre son siège, dernier conseiller monarchiste départemental jusqu'en 1907. 
Il meurt à Paris, dans sa bibliothèque boulevard Saint-Germain, le 26 décembre 1892 et est enterré à Hattonchâtel.
Il avait épousé la nièce du président Legagneur. Sa descendance porte désormais le nom de Salmon-Legagneur.

## Distinctions
- Officier de la Légion d'honneur (1874)
- Chevalier de la Légion d'honneur (1846)

## Pour approfondir